# Kabinett Berinkey
Das Kabinett Berinkey war 1919 für etwas über zwei Monate die Regierung Ungarns. Es wurde am 18. Januar 1919 vom ungarischen Ministerpräsidenten Dénes Berinkey gebildet und bestand bis am 20. März 1919, einen Tag vor Ausrufung der Ungarischen Räterepublik.

## Minister
| Amt                                                          | Amtsträger         | Beginn Amtszeit | Ende Amtszeit |
| ------------------------------------------------------------ | ------------------ | --------------- | ------------- |
| Ministerpräsident, Außenminister                             | Dénes Berinkey     | 18. Januar 1919 | 20. März 1919 |
| Innenminister                                                | Vince Nagy         | 18. Januar 1919 | 20. März 1919 |
| Verteidigungsminister                                        | Vilmos Böhm        | 18. Januar 1919 | 20. März 1919 |
| Finanzminister                                               | Pál Szende         | 18. Januar 1919 | 20. März 1919 |
| Justizminister                                               | Sándor Juhász-Nagy | 24. Januar 1919 | 20. März 1919 |
| Ackerbauminister                                             | Buza Barna         | 18. Januar 1919 | 20. März 1919 |
| Minister für Kultus                                          | János Vass         | 18. Januar 1919 | 20. März 1919 |
| Handelsminister                                              | Ernő Garami        | 18. Januar 1919 | 20. März 1919 |
| Minister für Ernährung                                       | Ernő Baloghy       | 18. Januar 1919 | 20. März 1919 |
| Minister ohne Geschäftsbereich (betraut mit der Bodenreform) | István Szabó       | 18. Januar 1919 | 20. März 1919 |

## Quelle
- A kormány tagjai 1867-től máig: (Mitglieder der Regierung von 1867 bis heute) im parlamentarischen Almanach (1935)